# パノラマカメラ
パノラマカメラ（Panorama Camera ）は、極端に広い横幅（画角）をひとコマに撮影するパノラマ写真を撮影するためのカメラである。プロジェクター、ビデオカメラやデジタル一眼レフ用途のアナモルフィックレンズを通常のカメラと組み合わせる方法には言及しない。
パノラマカメラには、大きく分けて二つの方式がある。一つはレンズの方向を固定して一度に撮影する方式で、撮影できる範囲は最大でも全天の半分程度である。つまり大きな死角が生じるという欠点がある。もう一つはレンズの方向を変えながら連続的もしくは複数回に分けて撮影する方式で、全天、もしくはそれに近い範囲を撮影できるが、撮影に時間がかかるため動く物体が変形したりつながらないという問題が生じる。
幾つか特有の制限がある。パノラマを謳ったカメラは殆どがレンジファインダーのためレンズに装着したフィルターの効果や絞り込んだ時のピント移動は確認不能。加えてレンズ回転方式は露光時間も調節幅が狭くレリーズと組み合わせた長時間露光が使えない。レンズ固定方式も標準レンズより広い画角では画面両端が露出不足になり易く、フジTX-1/2=ハッセルブラッドXPanでは専用のセンターNDフィルターが用意されていた。

## レンズ回転方式

### スイングレンズ方式

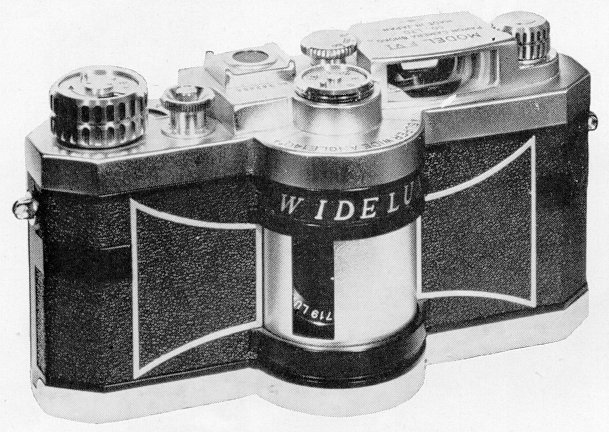
ワイドラックス

もっとも歴史のあるパノラマカメラ。円弧状のフィルム室にフィルムをセットし、縦方向のスリットを持つシャッターと、そのスリットに同期して円弧状に動くレンズで構成されるカメラ。つまり、一種のフォーカルプレーンシャッターである。この回転は一般的なフォーカルプレーンシャッターと同じくぜんまいばね、もしくは電動で行われる。その構造上実際のシャッターの動きはそれほど速くないが、通常のフォーカルプレーンシャッターと同じくスリット幅を変えることができるため、擬似的にシャッタースピードを速くできる。その画角と構造上フラッシュ撮影は困難。
1843年にオーストリアのJoseph Puchbergerという人物が画角150度のパノラマカメラの特許を取っている。
最初の製品とされるのは、1845年発売のメガスコープである。スイングレンズ方式で、曲面ガラスをダゲレオタイプで使用する。考案者はフランス在住だったドイツ人フレデリック・マルタンで、1844年には案ができていたという。後に甥のルドウィッヒ・シラーが写真湿板用に改良した。
元来は気象観測や軍事用途に使われたようだ。主な製品はパノンカメラ商工のワイドラックス、S・A・ズヴェーレフ記念クラスノゴールスク工場のホライゾン、WIDEPAN、NOBLEXなど。
構造は、下記のカメラ回転方式のカメラをレンズ部分だけが回転するように簡略化したもので、画角は最大でも150度程度である。

### カメラ回転方式（フィルム式）
1857年10月6日にイギリスのM・ガレラ（M. Garella ）が360度の画角を持つパノラマカメラの特許を取っているが、これは考案だけで実用化には至らなかった。
1862年9月5日にジョン・R・ジョンソンとジョン・A・ハリソンが特許を取得した。これに基づいて後に「パンタスコーピック・カメラ」が発売された。
1904年にアメリカのウィリアム・J・ジョンストンがアメリカ特許を取得、すぐにロチェスター・パノラミック・カメラ（Rochester Panoramic Camera ）がサーカット（Cirkut ）カメラを開発し、業務用パノラマカメラの定番となった。1905年にはロチェスター・パノラミック・カメラはセンチュリー・カメラに合併され、センチュリー・カメラは1907年にコダックに合併され、1905年からはフォルマー&シュウィング部門での生産となった。現在でもコダックはサーカットカメラ専用のフィルムを生産していて、現役のカメラとして使われている。
同様の機構を持ち、より小型で個人向けのカメラとしては、スイスSeitz社のRoundShotがある。これは135フィルムや120フィルムを使っている。
構造は、普通のカメラが水平に360度回転するものと言えるが、フィルムの前に縦のスリットがあり、レンズの焦点距離と回転角度に応じてフィルムが巻き取られる、という点が特殊である。フィルム面が円筒状になるため画像が歪むが、そのまま見られる。
画質は、5インチ幅のフィルムを使った場合、横幅が30インチにもなり、非常に良い。
画角は、円周魚眼レンズを使った場合天頂まで撮れるが、下方向に三脚が写り込むのは避けられない。また、フィルムの前にスリットがあることから、暗い環境では非常に長い撮影時間を要する。したがって、動く物体が変形したり、ぶれたり、消えるという問題がある。
これの変形としてカメラを中心からずらし、レンズを中心に向け、中心点には被写体として景色の代わりに小さなものを置く方法がある。たとえば人間の顔を被写体とすれば、写真は顔の皮を剥いて広げたようになる。つまり360度すべてを同時に見ることができる。ただし、被写体には凹凸があるので、焦点を合わせるのが困難になる。

### カメラ回転方式（電子式）
上記のカメラ回転方式のパノラマカメラのフィルムをCCD等の撮像素子に置き換えたもので、アメリカPanoscan社のPanoscan等がある。
機械的な構造は、平面的な撮像素子を内蔵した通常のデジタルカメラより、直線的な撮像素子を内蔵したスキャナに近い。
その他の特徴は、フィルム式のカメラ回転方式に準ずる。画質はよいが、暗い環境で撮影できないのが難点である。
通常のセンサーを持ったカメラやスマートフォンなどの応用製品には高度な手ぶれ補正と撮影者による首振りや連続撮影で一枚のパノラマ写真を合成するものもある。撮影用ドローンやカメラ安定用ジンバルの制御によりパノラマ撮影を自動化しているものもある。

## レンズ固定方式

### ワイドビュー方式

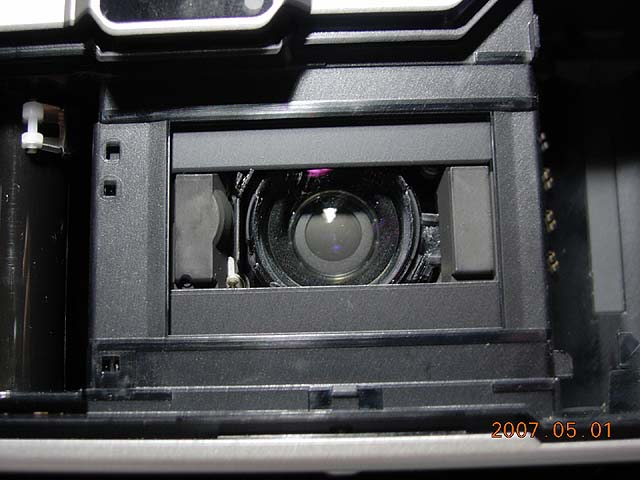
コンパクトカメラのパノラマは上下をトリミングしたもの

単にひとコマのフレームが横に広いだけで構造上は普通のカメラであり、撮れる写真も直線が直線として写る普通の写真である。
歴史的には、1860年に発売された「サットン・パノラミックカメラ」が最初である。
120フィルムを採用するカメラとしては、富士フイルムのフジカパノラマG617プロフェッショナル/フジパノラマGX617プロフェッショナル、富山製作所のアートパノラマ240とアートパノラマ170である。フジパノラマGX617プロフェッショナルはレンズ交換が可能である。
マミヤ6MF、マミヤ7も別売りパノラマアダプターキット併用によりパノラマに対応しているが、120フィルムではなく135フィルムを使う。
1990年代の多くのコンパクトカメラに、フレームの上下をトリミングすることで横幅の広いフレームを実現する機能が搭載されていた。当初標準的なフレームサイズはなかったが、日本写真機工業会のパノラマ委員会が標準寸法13.3×36.4mmを策定した。

### ミラー（もしくはレンズ）方式
通常のレンズの先端に特殊なミラー、もしくは特殊なレンズ、もしくは特殊なミラーとレンズを組み合わせた部品を取り付けたカメラで、水平方向に360度、垂直方向に100度程度の画角が得られる。ミラー方式はEGG Solution社やKAIDAN社の360 One VR等がある。ワンショットで360度の視界を得られるため、簡単に全方位の撮影ができる。
構造は普通のカメラの先端に特殊なアダプターを付けたものである。撮れる写真は円形になり、人間が見るためにはソフトウェアを使って平坦な画像に変換する必要がある。また、一枚の写真データーを大きく引き伸ばすため画質は低下する。